# Alik
Pour les articles homonymes, voir Alik (homonymie).
Alik (en arménien Ալիք signifiant vague ou onde) est un quotidien en langue arménienne publié depuis mars 1931 à Téhéran (Iran).